# Sensualidad (pel·lícula)
Sensualidad és una pel·lícula mexicana dirigida per Alberto Gout. Va ser estrenat en 1951 i protagonitzada per Ninón Sevilla i Fernando Soler.

## Argumento
La rumbera Aurora (Ninón Sevilla), és sentenciada a dos anys de presó per la seva participació en un robatori amb el seu xicot, el proxeneta "El Rizos" (Rodolfo Acosta). Un cop que surt de la presó, Aurora i "El Rizos" decideixen venjar-se del respectable jutge Alejandro Luque (Fernando Soler), responsable d'haver-la enviat a presó. El destí torna a ajuntar a Aurora i al jutge, i ella decideix utilitzar totes les seves armes femenines per a seduir-lo. Sense imaginar-se el parany, el jutge cau rendit davant els encants de la dona perversa, oblidant-se del que és important per ell: la seva família, la seva professió. El jutge degenera a l'extrem d'arribar a matar i a robar per estar al costat d'ella. El seu fill Raúl Luque (Rubén Rojo), comença a investigar la situació, i igual que el seu pare, cau rendit d'amor per la perversa dona.

## Repartiment
- Ninón Sevilla... Aurora
- Fernando Soler... Alejandro Luque
- Domingo Soler... Comandante Santos
- Andrés Soler... Martínez
- Andrea Palma... Eulalia
- Rubén Rojo... Raúl Luque
- Rodolfo Acosta... "El Rizos"

## Comentaris
Sobre aquesta cinta, el periodista Raymond Borde va escriure per a la revista Postif: "En aquesta història, Ninón Sevilla fa embogir de luxúria ni més ni menys que a don Fernando Soler, el prototip del pater familias mexicà; fa amb l'el que vol: l'humilia, el degrada, el provoca sexualment fins a tenir-lo rendit als seus peus. A aquest home acaba per no importar-li la seva rectitud, ni tan sols la seva família. La frustració sexual desequilibra a l'home i el converteix en un probable assassí; el seu destí és incert".
Tota la pel·lícula gira, per tant, entorn de la menja-homes interpretada per Ninón Sevilla amb desimboltura, força expressiva i bones dosi de cínica vulgaritat. Escrita per l'espanyol Álvaro Custodio, els mèrits tècnics de la pel·lícula i les seves reeixides caracteritzacions van convertir la pel·lícula en un èxit que va traspassar unes fronteres que ningú va pensar depassaria: la pel·lícula es va estrenar en França, on va obtenir el reconeixement de bona part de la crítica. El Cine de rumberas, tan propi de Mèxic com ho seria anys després el de lluitadors emmascarats (però aquest amb una qualitat actoral i cinematogràfica ínfima) aconseguiria en alguns anys l'atenció de moltes plomes especialitzades, i el mateix François Truffaut, encara crític de Cahiers du Cinéma, escriuria un dossier sobre aquest subgènere exòtic exclusiu de Mèxic i tan xopat en suors com en llàgrimes.
L'artista José Luis Cuevas va expressar: "Ninón Sevilla pot arribar a les pitjors trapelleries com en el cas de Sensualidad. A Aventurera primer és víctima, a Sensualidad no. Això als francesos els va semblar surrealisme. No es c mho van traduir, però els va encantar. Els va semblar fabulós als francesos aquesta espècie de Marquès de Sade per a la moral burgesa"".